# دانیل پروونسیو
دانیل پروونسیو (انگلیسی: Daniel Provencio؛ زادهٔ ۷ اکتبر ۱۹۸۷) بازیکن فوتبال اهل اسپانیا است.
از باشگاه‌هایی که در آن بازی کرده‌است می‌توان به باشگاه فوتبال الچه، باشگاه فوتبال رایو وایکانو، باشگاه فوتبال سی‌اف‌آر کلوژ، و باشگاه فوتبال میراندس اشاره کرد.